# 우리들과 경찰아저씨의 700일 전쟁
《우리들과 경찰아저씨의 700일 전쟁》(일본어: ぼくたちと駐在さんの700日戦争)은 2006년 3월부터, 일반 블로그에 에세이로 쓰여진 작품이, 7월부터 FC2 블로그에서 단독 공개된 것이다.

## 개요
1970년대의 시골 마을 (야마가타현)에서 펼쳐지는 고교생 그룹과 경찰관과의 짓궂은 전쟁.

## 영화
2008년에 공개되었다.

### 캐스트
- 마마차리 - 이치하라 하야토
- 경찰아저씨 - 사사키 쿠라노스케
- 사이조 - 이시다 타쿠야
- 타카아키 - 카지 마사키
- 그레이트 이노우에 - 카쿠 켄토
- 제이미 - 토미우라 사토시
- 치바 - 와키 토모히로
- 츠지무라 - 코야나기 유
- 카나코 - 아소 쿠미코
- 미나코 - 토요타 에리
- 유코 - 미즈사와 나코
- 미카 - 나루시마 코토리
- 카즈미 - 쿠라시나 카나

### 스태프
- 감독 - 츠카모토 렌페이
- 각본 - 후쿠다 유이치
- 주제가 - FUNKY MONKEY BABYS 〈여행〉
- 프로듀서 - 모리야 타케시
- 촬영 - 세가와 류
- 음악 프로듀스 - 시다 히로히데
- 음악 - Audio Highs
- 스턴트 코디네이트 - 켄모치 마코토
- 제작 프로덕션 - 앳무비 크리에이티브
- 제작 - 가가, TSUTAYA 그룹, IMAGICA, 메모리 테크, CBC, SBS
- 배급 - 가가